# Мари Букчин
Мари Букчин (енгл. Murray Bookchin; Њујорк Сити, 14. јануар 1921 — Берлингтон, Вермонт, 30. јул 2006) је био либертетски теоретичар и писац, оснивач “социјалне екологије”, правца радикално-еколошке мисли. Аутор је више књига из области политике, филозофије, историје и екологије.

## Младост
Мари Букчин је рођен у Њујорку 1921. године у породици руских емиграната. Његов поглед на свет је на неки начин био дефинисан пореклом, будући да је већ и његова бака у Русији била чланица организације "Народна воља". Након револуције 1905. и смрти Букчиновог деде 1907. због реакције власти, попут многих других руских марксиста и анархиста, морала је емигрирати. Она је током целог свог живота остала укључена у револуционарни покрет али не бољшевички, него народњачки који је често попримао карактер анархистичког. Како сам Букчин каже, она је обликовала његов начин размишљања, и иако је цели свој животни век провео у САД, његови корени су у Источној Европи и традицији словенских народа. Његова мајка је била чланица анархосиндикалистичке организације Индустријски радници света (Industrial Workers of the World, скраћено IWW) и због свега тога је још од најранијих дана био упознат са радикалним левим струјама. Као деветогодишњак је постао члан „Младих пионира“, а у четрнаестој „Савеза младих комуниста“. Од тог става се дефинитивно удаљио 1937. након гушења анархистичког покрета у Барселони у мају те године када се веома разочарао у комунисте. Паралелно са тиме је започео и његов ангажман у синдикалном покрету у САД који је нагло јачао широм земље. Тих година су сви синдикалисти били на јаком удару власти и фабриканата будући да су представљали реалну опасност, те је сваки штрајк био праћен сукобима са полицијом, националном гардом или компанијиним чуварима. Букчин је као радник у индустријском делу Њу Џерзија суделовао у свему томе као један од организатора.

## Екологија ослобођења
Изгубивши поверење у класну свест пролетаријата (која је главни ослонац већине класичних анархистичких и марксистичких теоретичара) Букчин тражи субјект промене у људима из различитих класа уједињених око екологије. Суочени са пропадањем планете, постаје беспредметно говорити о борби око средстава за производњу. Цели људски род се мора суочити са системом који га води у пропаст, а не ради се само о односу капиталиста-надничар, нити о односу држава-појединац, већ о хијерархијским односима у целини. По њему је стављање нагласка на искључиво те односе опасно поједностављивање друштвене стварности, јер чак и у одсуству економског искориштавања или политичког угњетавања хијерархијски односи ограничавају слободу. Под хијерархијом подразумева културолошки, традиционални и психолошки систем послушности и командовања који се односи на доминацију старијих над млађима, мушкараца над женама, градова над селима, једне етничке групе над другом, ума над телом. Хијерархија није само социјална категорија већ стање свести.
Мари Букчин је развио властиту теорију названу „екологија ослобођења“ у којој је ујединио најбитније елементе анархизма и зелених покрета. Његова теорија се темељи на критици капитализма али и тоталитарног социјализма, а он нуди конфедерацију слободних појединаца и заједница која је могућа само ако инстинкт за слободом надјача инстинкт за покоравањем. Уверен је да није довољно борити се само за боља еколошка решења већ да треба ићи на глобалне промене на свим друштвеним нивоима. Он је препознао узроке оваквог стања у систему као таквом, те по први пута довео у везу еколошке проблеме и начин на који је организован свет. Са првим радовима се појавио касних четрдесетих година када је уједно био и један од ретких мислилаца који су указивали на то да пестициди трују и људе а не само инсекте, да хемијски спојеви у храни смањују њену енергетску вредност, да је читав технолошки бум који се појавио са прелаза из 1940-их у 1950-те (заједно са учесталим нуклеарним пробама) можда добар за остваривање профита али да дугорочно води у еколошку кризу. Тај став није наишао на одобравање јавности, па је Букчиново опажање да је суштина капитализма и државног социјализма што већи раст без обзира на потребе и квалитет, те да то неизбежно води у катастрофу, остало осуђено на узак круг сличномишљеника.

## Дела
Током година је објавио низ студија и значајних књига као што су: 
- The Problems of Chemicals in Food, 1955. (Проблеми хемикалија у храни)
- Our Synthetic Environment, 1962. (Наше синтетичко окружење)[1]
- Crisis in our Cities, 1965. (Криза у нашим градовима)
- Post-Scarcity Anarchism, 1971.[1]
- Limits of the City, 1973. (Ограничења града)
- The Spanish Anarchists, 1976. (Шпански анархисти)[1]
- Toward an Ecological Society, 1980. (Ка еколошком друштву)
- Ecology of Freedom, 1982. (Екологија слободе)
- From Urbanisation to Cities (Од урбанизације до градова)[1]

Године 1974. је са сарадницима основао Институт за социјалну екологију у америчкој савезној држави Вермонт и више од 35 година је био један од водећих мислилаца који се залажу за екологију, примерену технологију и антинуклеарне покрете. Такође је био професор социјалне екологије на Рамапо колеџу у Њу Џерзију.
Све донедавне смрти, овај ветеран анархистичког покрета, је са својих 75 година и даље био активан, што показују и његова два последља дела, Re-enchanting Humanity из 1995. и Social Anarchysm or Lifestyle Anarchism из 1996. у којима оштро напада неопримитивизам и покрет дубинске екологије који заговара идеју првобитне дивљине, те указује на потенцијалну опасност да се у скорој будућности анархистички покрет разводни и изгуби снагу поставши превише индивидуалистичког усмерења.